# تیخولا
تیخُلا دهستانی در استان آلمریای اسپانیا است.
در این دهستان ۳٬۸۱۴ نفر زندگی می‌کنند. مساحت این دهستان ۷۰ کیلومتر مربع است.